# Ácido 2-metilpentanoico
Ácido 2-metilpentanoico é o composto orgânico de fórmula C6H12O2, SMILES CCCC(C)C(=O)O e massa molecular 116,158302. Apresenta ponto de fusão -85 °C, ponto de ebulição 196-197 °C, densidade 0.93 g/mL e ponto de fulgor 91 °C. É classificado com o número CAS 97-61-0.